# Мутация H63D гена HFE

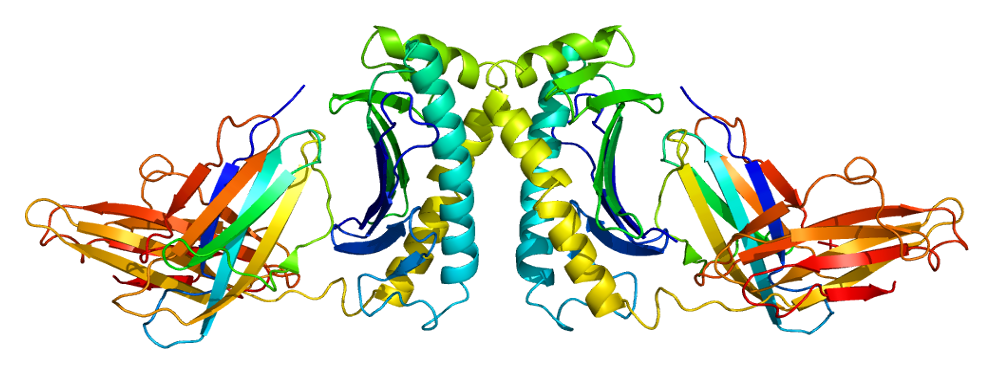
HFE

Мутация H63D вызывает в 63-й позиции замену аминокислоты гистидин на аспартат и приводит к нарушению пространственной структуры белка HFE. Такой белок не способен связываться с рецептором трансферрина 1. Гетерозиготных носителей мутации около 15 % в популяциях русских и среднеевропейцев. Гомозиготные мутации H63D гена HFE иногда являются причиной гемохроматоза, однако они связаны с возникновением других состояний, таких как гипотрансферринемия, дисфункция печени, проблемы с костями и суставами, сахарный диабет, болезни сердца, дисбаланс гормонов, поздняя порфирия, бесплодие, инсульт, нейродегенеративные заболевания и повреждения мозга, некоторые виды рака, заболевания вен и периферических артерий.

## Преимущества от мутации
Мутация H63D, по-видимому, полезна против дефицита железа и приводит к более высокой концентрации гемоглобина у мужчин. Гомозиготные носители имеют повышенную насыщенность трансферрина.
Рост мужчин и женщин с гемохроматозом на несколько сантиметров выше. Мыши HFE-H67D (ортолог H63D у человека) имели большую массу.

## Накопление железа в мозгу
Наиболее значимый риск у гомозигот H63D, связан с повреждением головного мозга вследствие накопления железа, которое вызывает процессы окисления в пораженных клетках (хронический окислительный стресс) и, как следствие, приводит к гибели клеток (рубцеванию ткани головного мозга) с сильно нарушенной нейротрансмиттерной активностью. Эти неизлечимые процессы включают повышенное клеточное железо, окислительный стресс (активность свободных радикалов), дисбаланс глутамата в мозге и аномальные уровни тау-белков и альфа-синуклеина, которые могут привести к деменции и болезни Паркинсона или подобных состояний. Пациенты, гомозиготные по H63D, имеют повышенный риск более ранних когнитивных нарушений и более раннего начала деменции по сравнению с индивидуумами с нормальными генами HFE или гетерозиготной мутацией H63D. У 222 российских пациентов с болезнью Альцгеймера наблюдается повышенная по сравнению с популяционной выборкой и выборкой долгожителей частота аллеля H63D (18,5 % против 13,1 % и 12 %)

## Накопление железа в сердце
У некоторых людей с гомозиготной мутацией H63D могут проявляться признаки сердечных заболеваний, кардиомиопатии и, в частности, нарушения кальциевых каналов.

## Диабет
У пациентов с сахарным диабетом повышена частота H63D: 18,2 % против 13,1 %. Причем в группе пациентов с тяжелыми осложнениями диабета, к которым относили выраженную нефропатию, пролиферативную ретинопатию,
тяжелую нейропатию, ишемическую болезнь сердца с наличием стенокардии, перенесенный инсульт, количество носителей генотипа H63D/H63D в 3 раза выше.

## Заболевания печени
Гомозиготная мутация гена HFE H63D может повышать риск развития неалкогольной жировой болезни печени, криптических (неспецифических) дисфункций печени, метаболического синдрома, а у пациентов с циррозом или повреждением печени, вызванных алкоголем, также увеличивает заболеваемость раком печени.

## Внешние источники
- HFE: The other mutation
- Wint Nandar, James R. Connor: HFE Gene Variants Affect Iron in the Brain. The Journal of Nutrition, Volume 141, Issue 4, April 2011, Pages 729S-739S
- Adams P, Brissot P, Powell LW: EASL International Consensus Conference on Haemochromatosis. J Hepatol 2000;33:485-504.
- Bridle K, Cheung TK, Murphy T, Walters M, Anderson G, Crawford DG, Fletcher LM: Hepcidin is down-regulated in alcoholic liver injury: implications for the pathogenesis of alcoholic liver disease. Alcohol Clin Exp Res 2006;30:106-11